# Xã Seely, Quận Faribault, Minnesota
Xã Seely (tiếng Anh: Seely Township) là một xã thuộc quận Faribault, tiểu bang Minnesota, Hoa Kỳ. Năm 2010, dân số của xã này là 193 người.